# Liste der Kirchen in Lauta
Die Liste der Kirchen in Lauta enthält alle Kirchengebäude der sächsischen Stadt Lauta.
| Name                   | Konfession         | Ortsteil    | Baujahr | Bild |
| ---------------------- | ------------------ | ----------- | ------- | ---- |
| Stadtkirche            | Evangelisch        | Lauta-Stadt | 1924    |      |
| St. Josef              | Römisch-katholisch | Lauta-Stadt | 1924    |      |
| Neuapostolische Kirche | Neuapostolisch     | Lauta-Stadt | 1955    |      |
| Laurentius-Kirche      | Evangelisch        | Lauta-Dorf  | 1652    |      |
| Dorfkirche             | Evangelisch        | Torno       | 1952    |      |
| Barbarakirche          | Evangelisch        | Laubusch    | 1938    |      |